# Porcelain
«Porcelain» (Porcelana) es el nombre de una canción escrita y producida por el músico Moby. Es el tercer track de su álbum Play y fue lanzado como single el 25 de abril de 2000.
Forma parte de la banda sonora de la película La playa y de la sintonía que Televisión Española utilizó para la continuidad de La 1 entre 2001 y 2004, y también fue utilizada para varios capítulos de la telenovela colombiana Yo soy Betty la fea. También se ha usado como música de calentamiento antes de los partidos del "Barclays ATP World Tour Finals" en Londres. Además se utilizó en la parte final de un capítulo de la serie policial alemana Alerta Cobra, titulado "Querido Enemigo", perteneciente a la temporada 14. Porcelain contiene sonidos rítmicos de piano y solos de Moby, y tiene voces adicionales de Pilar Basso.

## Videos musicales
Existen dos versiones del video musical.
La primera de ellas fue dirigida por Nick Brandt. Aparece Moby sentado en el asiento trasero de un coche que avanza, pero nadie se encuentra en el asiento del conductor. El coche viaja a través de una ciudad, una carretera, campos y un bosque. Durante el trayecto el auto parece a punto de estrellarse en diferentes ocasiones, pero no sucede ningún accidente. Al final, Moby sonríe mientras que el coche se dirige a una colina por la que termina cayendo.
Jonas Akerlund dirigió la versión donde se muestra un ojo en primer plano, en el que varias imágenes y personas se reflejan, incluyendo a Moby cantando la canción, gente sonriendo y un primer plano de una mano tocando algunas de las partes de piano de la canción.

## Formatos y lista de canciones
- CD single (Reino Unido)[1]

1. «Porcelain» (versión sencillo) – 3:32
2. «Flying Over the Dateline» – 4:48
3. «Summer» – 5:55

- CD single (remixes – Reino Unido)[2]

1. «Porcelain» (Clubbed to Death Variation by Rob Dougan) – 6:36
2. «Porcelain» (Futureshock Instrumental) – 8:36
3. «Porcelain» (Torsten Stenzel's Edited Remix) – 4:50

- 12-inch single (remixes – Reino Unido)[3]

1. «Porcelain» (Futureshock Instrumental) – 8:36
2. «Porcelain» (Futureshock Beats) – 3:54
3. «Porcelain» (Clubbed to Death Variation by Rob Dougan) – 6:36

- Casete sencillo (Reino Unido)[4]

1. Porcelain (versión sencillo) – 3:32
2. Porcelain (Torsten Stenzel's Vocaldubmix) – 8:22
3. Summer – 5:55

- 12-inch single (Estados Unidos)[5]

1. «Porcelain» (Clubbed to Death Variation by Rob Dougan) – 6:36
2. «Porcelain» (álbum versión) – 4:01
3. «Porcelain» (Futureshock Remix) – 8:36
4. «Porcelain» (Futureshock Beats) – 3:54

## Posicionamiento en listas
| Listas (2000)                               | Mejor posición |
| ------------------------------------------- | -------------- |
| Australia (ARIA)                            | 56             |
| Bélgica (Flandes) (Ultratip Bubbling Under) | 6              |
| Bélgica (Valonia) (Ultratip Bubbling Under) | 2              |
| Canada (RPM)                                | 50             |
| Canada Adult Contemporary (RPM)             | 46             |
| Francia (SNEP)                              | 99             |
| Alemania (Media Control AG)                 | 63             |
| Irlanda (IRMA)                              | 26             |
| Países Bajos (Mega Single Top 100)          | 68             |
| Nueva Zelanda (Recorded Music NZ)           | 17             |
| Polonia (ZPAV)                              | 14             |
| Suiza (Schweizer Hitparade)                 | 79             |
| Reino Unido (UK Singles Chart)              | 5              |
| Estados Unidos (Adult Top 40)               | 24             |
| Estados Unidos (Alternative Airplay)        | 18             |
| Estados Unidos (Hot Dance Club Songs)       | 14             |